# Сосновка (Полєський район)
Сосновка (рос. Сосновка) — селище Полєського району, Калінінградської області Росії. Входить до складу Саранського сільського поселення.
Населення —  742 особи (2015 рік). 

## Населення
| 1910 | 1933 | 1939  | 2002 | 2010 | 2012 | 2013 |
| ---- | ---- | ----- | ---- | ---- | ---- | ---- |
| 553  | ↗821 | ↗1036 | ↘805 | ↘742 | ↗915 | ↘912 |